# Christa König
Christa König (* 8. Februar 1962 in Wuppertal-Elberfeld) ist eine deutsche Afrikanistin. Sie lehrt an der Goethe-Universität Frankfurt am Main.

## Leben
Nach dem Abitur 1984 am Gymnasium Sedanstraße, studierte König an der Universität zu Köln Afrikanistik, Linguistik sowie Phonetik und schloss 1992 als Magistra Artium ab. Im Jahr darauf promovierte sie ebenfalls in Köln mit einer Arbeit über Aspekt im Maa (der Sprache der Massai) zum Dr. phil. Als Postdoktorandin bzw. Habilitantin arbeitete sie an den Universitäten Zürich, Köln und Bayreuth, wo sie insbesondere über Wortklassen und Kasi in der ostsudanesischen Sprache Ik forschte. Ihre Habilitation in Afrikanistik schloss sie 2000 an der Goethe-Universität Frankfurt am Main mit einer Schrift über Kasus im Ik ab. 
In Frankfurt lehrte König anschließend als Privatdozentin, 2006 wurde sie zur außerplanmäßigen Professorin für Afrikanische Linguistik ernannt. 2008/09 war sie für ein Jahr Gastprofessorin an der Fremdsprachen-Universität Tokyo.

## Schriften (Auswahl)
- Aspekt im Maa. Köln 1993, ISBN 3-929777-02-9.
- Kasus im Ik. Köln 2002, ISBN 3-89645-135-9.
- Case in Africa. Oxford 2008, ISBN 978-0-19-923282-6.
- mit Bernd Heine: A concise dictionary of Northwestern !Xun. Köln 2008, ISBN 978-3-89645-149-1.